# Großadmiral

Le rang — ou le titre — de Großadmiral (prononciation en allemand /ˈgroːs atmiˈraːl/ ; littéralement grand-amiral en français) était le grade le plus élevé dans la Marine allemande et dans la Marine austro-hongroise.

## Historique
Großadmiral est à la fois un titre honorifique et un grade d'officier général. Il peut équivaloir à « amiral de France » dans la Marine française, ou à « fleet admiral » aux États-Unis.

## Marine allemande

### Kaiserliche Marine

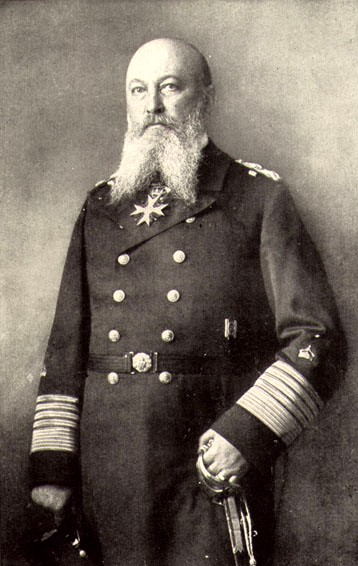
Alfred von Tirpitz en uniforme de Großadmiral.

Enseigne du grand-amiral dans la Marine impériale allemande.

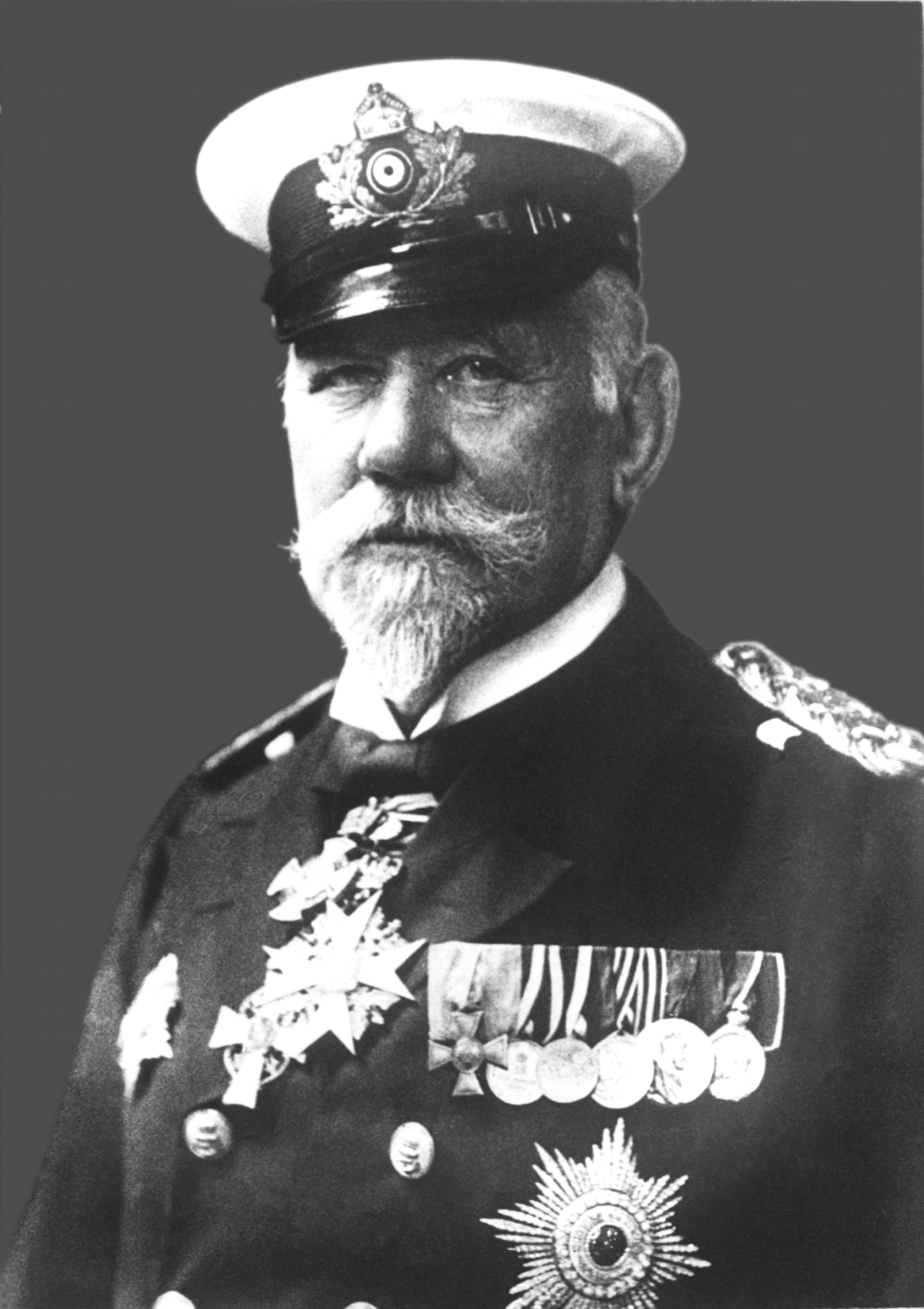
Hans von Koester.

Dans la Marine impériale, le rang de Großadmiral équivalait à celui de Generalfeldmarschall dans l’Armée de terre. Il a été établi par Guillaume II en 1900. Le premier marin à en bénéficier a été Hans von Koester, le 28 juin 1905. Cette distinction l’a autorisé à porter le Großadmiralstab (le bâton de grand-amiral). À l'époque de l'Empire allemand, ce grade a été conféré à cinq reprises, dont une fois à titre honorifique :
- le 28 juin 1905, à Hans von Koester ;
- le 13 juillet 1905 au roi de Suède Oscar II, à titre honorifique ;
- le 4 septembre 1909 à Henri de Prusse ;
- le 27 janvier 1911 à Alfred von Tirpitz, rang et titre, mais sans patente ;
- le 31 mai 1918 à Henning von Holtzendorff.

### Reichsmarine
Ce titre n'est pas conféré à l'époque de la république de Weimar.

### Kriegsmarine

Drapeau du grand-amiral de la Kriegsmarine.

Ce titre honorifique est le plus haut grade de la Kriegsmarine et des Forces armées du IIIe Reich, entre 1939 et 1945 : équivalent au grade de Generalfeldmarschall utilisé à la fois dans la Heer (l’Armée de terre) et la Luftwaffe (l'Armée de l'air), il est conféré au commandant en chef de la Kriegsmarine Erich Raeder le 1er avril 1939, puis à Karl Dönitz le 30 janvier 1943 lorsqu'il succède à Raeder.
|  | Les pattes d'épaule d'un Großadmiral étaient les mêmes que celles d'un Generalfeldmarschall de la Heer (tressées d'or et d'argent avec deux bâtons de maréchal se croisant) mais avec une couleur de fond bleue à la place du rouge. On les trouve majoritairement sur les capotes. |  | Sur les manches figurent quatre bandes moyennes, s'ajoutant à une bande large, et surmontées d'une étoile. |

## Marine austro-hongroise

Drapeau du grand-amiral, à l'époque de l'empire austro-hongrois.

Ce grade suprême a également été utilisé à titre honorifique dans la Marine austro-hongroise.
Il a été attribué à :
- l'archiduc Charles-Étienne de Teschen, en 1911 ;
- Anton Haus (1851-1917), le 12 mai 1916 ;
- Henri de Prusse (1862-1929), le 9 octobre 1916 ;
- Charles Ier d'Autriche (1887-1922), le 1 novembre 1916 ;
- Guillaume II, roi de Prusse, puis empereur allemand (1859-1941), le 22 février 1917.